# HMS Repulse (1916)
HMS Repulse bio je britanski bojni krstaš klase Renown. Potopljen je 10. prosinca 1941. tijekom japanskog zračnog napada.

## Operativna uporaba

### Prvi svjetski rat
Tijekom svog angažmana u Prvom svjetskom ratu, djelovao je u Sjevernom moru u sastavu Velike flote. 17. studenog 1917. sudjelovao je u bitci kod Helgolandsog zaljeva prilikom koje se sukobio s njemačkim bojnik brodovima Kaiser i Kaiserin.